# گریز (فیلم ۱۹۷۵)
گریز (به انگلیسی: Breakout) یک فیلم سینمایی آمریکایی در ژانر اکشن محصول سال ۱۹۷۵ میلادی از کمپانی کلمبیا پیکچرز با بازی چارلز برانسون، جیل ایرلند، رابرت دووال، جان هیوستون، شری نورث و رندی کواید است.

## خلاصه داستان
«جی وگنر» توسط مافیا فریب خورده و به زندانی در مکزیک فرستاده می‌شود. همسرش «آن» تلاش می‌کند او را آزاد کند. او برای کمک به خلبانی به نام «نیک کولتون» روی می‌آورد…

## بازیگران
- چارلز برانسون نقش نیک کلتون
- رابرت دووال نقش جی واگنر
- جیل ایرلند به عنوان آن واگنر
- جان هیوستون نقش هریس واگنر
- رندی کواید به عنوان هاوک هاوکینز
- شری نورث به عنوان میرون
- آلخاندرو ری به عنوان سانچز
- امیلیو فرناندز
- پال مانتی به عنوان کابل
- آلن وینت به عنوان هارو
- روی جنسن نقش کلانتر اسپنسر[۵]
- خوزه ماریا کافارل